# Tennis under sommer-OL 2008
Tennis under Sommer-OL 2008 var på det olympiske program for trettende gang under OL-2008 i Beijing. Tennisturneringerne blev afviklet i perioden 10. til 17. august. Der blev konkurreret om i alt fire olympiske titler, to for kvinder og to for mænd. 

## Discipliner
- Kvinder single
- Kvinder double
- Mænd single
- Mænd double